# Antonio José Puerta Pérez
|  | No s'ha de confondre amb Antonio Puertas. |

Antonio José Puerta Pérez (Sevilla, 1984 - Sevilla, 2007) va ser un jugador de futbol espanyol. Va jugar de defensa i el seu primer i únic equip va ser el Sevilla FC.

## Trajectòria
Format en les categories inferiors del Sevilla Futbol Club, va integrar una fornada de brillants jugadors que van sortir a mitjans de la dècada de 2000, com Sergio Ramos, Jesús Navas, Pablo Alfaro o Kepa Blanco. Amb aquest últim solia jugar com internacional sub-20, fins que va ser convocat amb la selecció l'absoluta espanyola.
Va debutar en la Primera divisió espanyola el 24 de març de 2004, en una trobada entre el Sevilla FC i el Màlaga CF. No obstant això, no es va afermar en el primer equip sevillista fins a la temporada 2005/06. Aquest any es va convertir en un ídol per a l'afició, ja que un gol seu a la pròrroga de les semifinals contra el Schalke 04, va ficar el Sevilla en la seva primera final de la Copa de la UEFA, competició que acabaria guanyant el club en imposar-se al Middlesbrough FC per 4-0. Convocat com a suplent, Puerta va arribar a disputar els últims quatre minuts de la final.
La següent temporada va conquistar amb el Sevilla la Supercopa d'Europa, la Copa del Rei i novament la Copa de la UEFA. Puerta va jugar a les tres finals i, en la de la UEFA va marcar l'últim gol de la tanda de penals, fet que va donar el títol al seu equip. Les seves bones actuacions a Sevilla van despertar l'interès de diversos "grans" europeus com l'Arsenal FC, el Manchester United FC o el Reial Madrid.

## Defunció
El 25 d'agost de 2007, durant el transcurs del primer partit de lliga entre el Sevilla i el Getafe, Antonio Puerta va sofrir un desmai com a conseqüència d'una aturada cardiorespiratòria. Malgrat que es va restablir (va sortir del terreny de joc pels seus propis mitjans), va haver de ser ingressat a la Unitat de Cures Intensives (UCI) de l'Hospital Vírgen del Rocío de Sevilla, amb "ventilació mecànica i inestabilitat hemodinàmica", després d'haver sofert un altre atac als vestuaris, des d'on va ser retirat en llitera i amb respirador artificial.
L'informe emès per l'equip mèdic de l'hospital que va atendre al jugador, va assenyalar en aquell moment que "la situació del pacient, després de 36 hores d'ingrés segueix sent crítica, com a conseqüència dels greus trastorns ocasionats per l'aturada cardíaca, incloent sofriment cerebral". Això últim no indica necessàriament que el pacient pugui quedar amb seqüeles i danys cerebrals.
"El pacient encara requereix ventilació mecànica i sedació com a conseqüència d'una aturada cardíaca perllongada. L'aturada cardíaca ha estat causada per episodis repetits d'arrítmies ventriculars greus. En aquest moment, les arrítmies ventriculars estan controlades amb el tractament instaurat", indicava el doctor Francisco Murillo, cap de la Unitat de Vigilància intensiva de l'hospital sevillà. La situació es va agreujar encara més en els últims moments, "fent-se necessari un miracle" perquè tirés endavant. Antonio Puerta va morir finalment el 28 d'agost de 2007 a les 14:30 a Sevilla, a causa d'una encefalopatia postanòxica acompanyada d'un fracàs multiorgànic. Havia de ser pare, perquè la seva dona estava embarassada en el moment de la seva defunció.

## Internacional
Puerta va arribar a ser internacional absolut amb la selecció de futbol d'Espanya en una ocasió. Va debutar el 7 d'octubre de 2006 en un partit contra Suècia, classificatori per a l'Eurocopa 2008. Aquesta primera convocatòria li va arribar gairebé per sorpresa, ja que el jugador es trobava concentrat amb la selecció sub-21 quan Luis Aragonés el va convocar d'urgència per a reemplaçar al lesionat José Antonio Reyes.
Abans de debutar amb la selecció absoluta, Puerta era assidu en la convocatòries de les categories inferiors de la selecció d'Espanya.

## Palmarès

### Sevilla FC
- 2 Copes de la UEFA (2005-06 i 2006-07)
- 1 Supercopa d'Europa	(2006)
- 1 Copa del Rei / Copa espanyola (2006-07)
- 1 Supercopa d'Espanya (2007)